# Otto Dienel
Otto Dienel   (11 de gener de 1839 - Berlín, 10 de març de 1905) va ser un organista i compositor alemany.

## Biografia
El fill del cantor i organista Karl Wilhelm Dienel va rebre de primeres lliçons d'orgue del seu pare i el va representar als deu anys al servei. Otto Dienel es va graduar al gimnàs de Görlitz i després va començar el seu aprenentatge a la universitat de formació de professors de Bunzlau. Després de diversos anys com a professor ajudant a Olszanica (Alzenau) havia estalviat prou diners per finançar el seu anhelat estudis musicals. Des de 1863 fins a 1867, Dienel es va inscriure inicialment al Reial Institut de Música Sacra i des de 1864 alhora a l'Acadèmia de les Arts de Berlín. Va aprendre els temes d'orgue, violí, veu i direcció coral, així com composició amb August Wilhelm Bach, Eduard Grell i Wilhelm Taubert. A més d'estudiar Dienel va guanyar un petit diner per a la butxaca, com a professor de cant i d'orgue i va començar la seva primera posició d'organista oficial el 1865 a l'Església de Sant Bartomeu a Berlín-Friedrichshain i més tard es va traslladar a l'Església de la Santa Creu de Berlín-Kreuzberg.
Després que Dienel fos homenatjat el 1869 amb la medalla de plata de la Reial Acadèmia de les Arts, va rebre el mateix any com a successor del seu mestre August Wilhelm Bach, el càrrec d'organista a l'església Marienkirche de Berlín-Mitte. Va mantenir aquest càrrec fins a la seva mort i va ser nomenat director musical en 1881. A la "Marienkirche", Dienel va introduir regularment concerts públics i gratuïts d'orgue, recolzats per cantants i instrumentistes, que eren tan populars que l'església sovint va haver de tancar-se a causa de l'amuntegament. Aquests concerts es van finançar exclusivament mitjançant donacions i la venda de llibres de programa. Després d'anys posteriors, l'alegria de les donacions va desaparèixer i també es va arribar a desacords amb altres organistes, el "Gemeindekirchenrats", Dienel, va ser intentat el 1901 amb el pretext que els seus autèntics deures com a director musical patirien dels concerts.
A més, Otto Dienel va treballar de 1877 a 1898 com a professor de música al Seminari de Berlín per a professors de la "City School" i va impartir lliçons privades regularment. Entre els seus estudiants més famosos va incloure el després "Thomaskantor" Karl Straube. A més, va participar en l'associació d'organistes de Berlín, on va ser primer secretari i des del 1895 fins al 1902 president. Dienel defensa principalment la protecció contra l'acomiadament, l'ocupació per a la vida i els drets de pensió per als organistes.
Dienel va ser considerat un provat coneixedor de la música de Johann Sebastian Bach i un destacat improvisador de l'orgue. Diversos viatges d'estudi, inclosos a Londres (1871 i 1885), Itàlia (1874) i París (1878) van conformar el seu estil compositiu. El 1898 va ser designat per al seu treball complet com a membre d'honor del Gremi d'organistes nord-americans.
A més, Dienel va tractar intensament la construcció d'orgues i el desenvolupament de la tecnologia d'orgues. Entre d'altres coses, sota el seu lideratge, l'orgue Wagner de Marienkirche va ser canviat diverses vegades i reconstruït pel constructor d'orgue Schlag & Söhne. A més, Dienel va publicar diversos informes i articles sobre orgues en aquest camp.
Otto Dienel es va casar amb Johanna Dienel, nascuda a Preiss (1848-1929). Junts van tenir tres fills i dues filles. Otto i Johanna Dienel van trobar el seu lloc de descans final al cementiri de Steglitz.

## Obres (selecció)
Otto Dienel va escriure al llarg de la seva vida unes 600 obres, però només una quarta part són impreses. Durant la Segona Guerra Mundial es cremaren nombrosos manuscrits, una altra part es troba a la propietat familiar. El nombre més gran de les seves obres constitueixen les composicions d'orgue, seguides d'obres didàctiques. Pràcticament desconegudes són les composicions de Dienel per a cor, veu i cor masculí i obres de cambra. Algunes composicions en detall:
- Concertfuge op 1 º menor
- Fuga 2 op
- 1. Orgànica Sonata en D menor op. 3
- Moviment de concerts op. 10
- 2n òrgan sonata op 11
- Marxa funerària Op. 12 Jesús, confiança meva, 1885
- Adagio i Andante, op. 13
- 5 peces de performance per a església i casa Op. 16 (cant del vespre espiritual, oració, marxa en processó, desig d'amor etern, fuga elegíaca per a l'harmònium o l'orgue)
- Grand Sonata (3a Orgone Sonata) op 18 de D menor, 1881
- Echo Andante op.19
- 2 Andante expressivi, op. 20
- 2n moviment concerto 22 op
- Adagio, op. 23
- Scherzando en opció menor 27
- Adagio en Un 29 op major
- Concert de fuga op. 30
- Quart gran concert sonata, l'anomenada Sonata de Nadal op. 32
- Allegro Cantabile op 35
- Andante amb Variacions op 36
- Scherzando op 37
- 43 Preludis de corals per a orgue per utilitzar en serveis de l'església Op. 52
- Mendelssohn: Marxa de casament, arranjament per a orgue
- Tres fantasies de concerts per a orgue
- Preludi festiu de l'orgue